# Ян Пиварник
Ян Пиварник (словац. Ján Pivarník, 13 листопада 1947, Цейков) — чехословацький футболіст, захисник. Чемпіон Європи 1976 року. Вважався одним із найкращих правих захисників свого часу. Після завершення футбольної кар'єри — футбольний тренер, відомий за роботою в арабських країнах.

## Клубна кар'єра
Ян Пиварник народився у селі Цейков. Розпочав займатися футболом лише в 16 років, а виступи на футбольних полях розпочав у нижчоліговій команді «Славой» з Требішова у 1965 році. У 1966 Пиварник перейшов до складу клубу ВСС з Кошиць, оскільки клуб обіцяв посприяти футболісту в отриманні вищої юридичної освіти в місцевому університеті. Виступав у кошицькому клубі протягом 6 років, став основним гравцем захисту команди та її лідером. У 1972 році Ян Пиварник стає гравцем братиславського «Слована», де продовжував бути одним із основних гравців команди. Разом із братиславською командою Пиварник двічі поспіль у сезонах 1973—1974 і 1974—1975 років ставав чемпіоном Чехословаччини, а в 1974 році став також володарем Кубка Чехословаччини. У 1974 році він також став кращим гравцем у Чехословаччині.
У 1977 році, після успішно проведеного року в збірній країни Ян Пиварник отримав важку травму, через яку тривалий час не грав. У 1978 році він перейшов до клубу «Дукла» (Банська Бистриця), проте так і не зіграв у ньому жодного матчу. У 1979—1981 роках вже досвідчений захисник був граючим тренером в австрійських клубах «Кіттзее» і «Нойзідль-ам-Зее». У 1981 році Пиварник став гравцем іспанського клубу «Кадіс», проте зіграв у ньому лише 3 матчі й завершив виступи на футбольних полях.

## Виступи за збірну
У 1968 році Ян Пиварник дебютував в складі збірної Чехословаччини у грі зі збірною Бразилії, був у її складі на чемпіонаті світу 1970 року, проте на поле не виходив. У 1976 році його включили до складу збірної на чемпіонат Європи 1976 року. На турнірі Пиварник був одним із гравців основи чехословацької збірної, а його надійна гра допомогла його команді перемогти у півфінальному матчі зі збірною Нідерландів. У фінальному матчі зі збірною ФРН чехословацька збірна виграла в серії пенальті та здобула чемпіонський титул. На цьому турнірі Пиварник увійшов також до символічної збірної чемпіонату. У зв'язку із численними травмами завершив виступи у збірній у 1977 році, зігравши в її складі 39 матчів та .забивши 1 гол.

## Тренерська кар'єра
Після завершення виступів на футбольних полях Ярослав Поллак розпочав тренерську кар'єру. У 1982—1983 роках він був асистентом головного тренера клубу «Аустрія» (Відень), а в 1983—1984 роках лісабонського «Спортінга». У 1985 після першого приїзду на Близький Схід уперше самостійно очолив клуб — команду «Аль-Фахахіль» з Кувейту, з яким він виграв Кубок Еміра Кувейту в 1986 році. У 1990 році повернувся до Чехословаччини, де протягом двох років працював менеджером у команді ДАК 1904 з Дунайської Стреди. У 1992—1993 роках він очолював ізраїльський клуб «Хапоель» (Петах-Тіква). У 1993—1994 роках Пиварник очолював саудівський клуб «Аль-Кадісія» (Ель-Хубар), з яким став володарем Кубка Саудівської Федерації футболу та Кубка володарів кубків Азії. У 1995—1996 роках колишній футболіст керував юнацькою збірною Оману. У 1997—1998 році Ян Пиварник очолював кувейтський клуб «Аль-Сальмія», з яким став чемпіоном Кувейту а в 1998—1999 роках інших кувейтський клуб «Аль-Арабі», з яким став володарем Кубку Еміра Кувейту, Кубку аль-Курафі та Кубку кронпринца Кувейту. У 1999—2000 колишній чехословацький футболіст керував діями еміратського клубу «Аль-Джазіра». У 2000 році він повернувся до Кувейту, де в сезоні 2000—2001 з командою «Аль-Арабі» виграв Кубок аль-Курафі, а в 2002—2003 роках з командою «Аль-Кувейт» здобув Кубок кронпринца Кувейту. У 2003—2004 роках Ян Пиварник знову очолював саудівський клуб «Аль-Кадісія», а в 2008 році — кувейтський клуб «Аль-Фахахіль», який став останнім клубом у його тренерській кар'рі, після чого Пиварник повернувся до Словаччини.

## Особисте життя
Ян Пиварник одружений з акторкою Ярмилою Коленичевою, з якою має сина та доньку.

## Досягнення

### Як футболіста
- Чемпіон Європи:
  -  Володар: 1976
- Чемпіон Чехословаччини: 1973–1974, 1974–1975
- Володар Кубка Чехословаччини: 1973–1974
- Футболіст року в Чехословаччині: 1974

### Як тренера
- Володар Кубок Еміра Кувейту (2): 1986, 1999
- Володар Кубка Саудівської Федерації футболу: 1993—1994
- Володар Кубка володарів кубків Азії: 1994
- Чемпіон Кувейту: 1997—1998
- Володар Кубка аль-Курафі (2): 1999, 2001
- Володар Кубку кронпринца Кувейту (2): 1999, 2003